# Liste der Kulturgüter in Obfelden
Die Liste der Kulturgüter in Obfelden enthält alle Objekte in der Gemeinde Obfelden im Kanton Zürich, die gemäss der Haager Konvention zum Schutz von Kulturgut bei bewaffneten Konflikten, dem Bundesgesetz vom 20. Juni 2014 über den Schutz der Kulturgüter bei bewaffneten Konflikten sowie der Verordnung vom 29. Oktober 2014 über den Schutz der Kulturgüter bei bewaffneten Konflikten unter Schutz stehen.
Objekte der Kategorien A und B sind vollständig in der Liste enthalten, Objekte der Kategorie C fehlen zurzeit (Stand: 1. Januar 2022). Unter übrige Baudenkmäler sind weitere geschützte Objekte zu finden, die im Verzeichnis der Objekte von überkommunaler Bedeutung der kantonalen Denkmalpflege zu finden und nicht bereits in der Liste der Kulturgüter enthalten sind.

## Kulturgüter
| Foto |                                                                                               | Objekt                                                            | Kat. | Typ | Standort                                                      | Beschreibung |
| ---- | --------------------------------------------------------------------------------------------- | ----------------------------------------------------------------- | ---- | --- | ------------------------------------------------------------- | ------------ |
| ja   | Datei hochladen · Wikidata zu Römischer Vicus (Q107642454)                                    | Lunnern, römischer Vicus KGS-Nr.: 9712                            | A    | F   | 673378 / 234596                                               |              |
| ja   | Datei hochladen · Wikidata zu Seidenfabrik Stehli mit Villa, Nebenbauten und Park (Q29932973) | Seidenfabrik Stehli mit Villa, Nebenbauten und Park KGS-Nr.: 7589 | B    | G   | Stehli-Seiden-Areal 1–13 / Stehlistrasse 6–7a 674056 / 235078 |              |

## Übrige Baudenkmäler
| ID               | Foto |                 | Objekt                                          | Kat.    | Typ | Standort                                           | Beschreibung |
| ---------------- | ---- | --------------- | ----------------------------------------------- | ------- | --- | -------------------------------------------------- | ------------ |
| 01000163         | ja   | Datei hochladen | Primarschulhaus Chilenfeld A                    | B reg.  | G   | Schmittenstrasse 4 674522 / 235043                 |              |
| 01000173         | ja   | Datei hochladen | Reformierte Kirche                              | B kant. | G   | Chileweg 39 674501 / 235203                        |              |
| 01000193         | ja   | Datei hochladen | Villa Stehli-Hirt, Villa                        | B reg.  | G   | Villaweg 5 674296 / 235216                         |              |
| 01000194         | ja   | Datei hochladen | Villa Stehli-Hirt, Gärtnerwohnhaus              | B reg.  | G   | Villaweg 3 674309 / 235272                         |              |
| 01000196         | ja   | Datei hochladen | Villa Stehli-Hirt, Gewächshaus                  | B reg.  | G   | Villaweg 7 674294 / 235170                         |              |
| 010BEI00196      | ja   | Datei hochladen | Villa Stehli-Hirt, Kegelbahn                    | B reg.  | G   | Villaweg 7 674294 / 235170                         |              |
| 010PARK00196Park | ja   | Datei hochladen | Villa Stehli-Hirt, Parkanlage                   | B reg.  | G   | Villaweg 7 674339 / 235182                         |              |
| 01000250         | ja   | Datei hochladen | Seidenweberei Stehli, Lagergebäude              | B reg.  | G   | Stehlistrasse 6 674136 / 235103                    |              |
| 01000251         | ja   | Datei hochladen | Seidenweberei Stehli, ehemaliges Waschhaus      | B reg.  | G   | Stehlistrasse 7a 674108 / 235103                   |              |
| 01000255         | ja   | Datei hochladen | Seidenweberei Stehli, Doppelwohnhaus            | B reg.  | G   | Stehlistrasse 7 674118 / 235083                    |              |
| 01000258         | ja   | Datei hochladen | Seidenweberei Stehli, ehemaliges Webereigebäude | B reg.  | G   | Stehlistrasse 8 / Fabrikstrasse 4 674055 / 235086  |              |
| 01000260         | ja   | Datei hochladen | Seidenweberei Stehli, Seidenwinderei            | B reg.  | G   | Fabrikstrasse 6 674006 / 235074                    |              |
| 01000342         | ja   | Datei hochladen | Seidenweberei Stehli, Wohnhaus                  | B reg.  | G   | Rindelstrasse 1 674223 / 234900                    |              |
| 01000402         | ja   | Datei hochladen | Bauernhaus, Hausteil 1                          | B reg.  | G   | Unterlunnern, Bärenacherstrasse 5 673509 / 235036  |              |
| 01000444         | ja   | Datei hochladen | Bauernhaus, Hausteil 2                          | B reg.  | G   | Unterlunnern, Breitenerlistrasse 3 673521 / 235041 |              |
| 01000481         | ja   | Datei hochladen | Bauernwohnhaus Luzerner Hof, Hausteil 1         | C       | G   | Bickwil, Sennhüttenstrasse 16 674689 / 235982      |              |
| 01000482         | ja   | Datei hochladen | Bauernwohnhaus Luzerner Hof, Hausteil 2         | C       | G   | Bickwil, Sennhüttenstrasse 18 674700 / 235980      |              |
| 010BRUNNEN00004  | ja   | Datei hochladen | Villa Stehli-Hirt, Zierbrunnen                  | B reg.  | K   | im Park 674324 / 235201                            |              |
| 010ZUSA00195     | ja   | Datei hochladen | Villa Stehli-Hirt, Schopf                       | B reg.  | G   | bei Villaweg 3 674309 / 235272                     |              |

Legende: Im Wesentlichen siehe Legende der Liste der Kulturgüter von nationaler und regionaler Bedeutung, mit folgenden Ausnahmen:
- Anstelle der KGS-Nummer wird als Objekt-Identifikator (ID) die Inventarnummer im Verzeichnis der Objekte von überkommunaler Bedeutung des kantonalen Denkmalschutzamtes verwendet.
- Bei den Kategorien wird wie folgt unterschieden: B kant. = Objekt von kantonaler Bedeutung (Kanton Zürich); B reg. = Objekt von regionaler Bedeutung (Kanton Zürich).